# Tesseract (группа)
Tesseract (часто используемая стилизация: TesseracT) — британская прогрессив-метал группа из города Милтон-Кинс, образованная в 2003 году. На данный момент в составе Tesseract вокалист Дэниел Томпкинс, гитарист/продюсер Алек «Экл» Кони, ритм-гитарист Джеймс Монтейт, бас-гитарист Эймос Уильямс и барабанщик Джей Постоунс.
Группа считается одним из пионеров джент-направления в прогрессивном метале. К настоящему времени Tesseract выпустили 5 полноформатных альбомов, 2 концертных альбома, а также 4 EP.

## История

### Ранние годы (2003—2009)
Tesseract берет начало в 2003 году, когда основатель группы Экл Кони в основном работал над материалом для своего прошлого музыкального коллектива Mikaw Barish, а также играл в группе Fellsilent, участники которой в дальнейшем образовали прогрессив-метал группу Monuments. Исходно Tesseract состоял из Кони и французского вокалиста Жюльена Перье, однако проживание в другой стране не позволило Перье примкнуть к группе на постоянной основе. В 2006 году состав группы был дополнен Джеем Постоунсом на ударных, Джеймсом Монтейтом на гитаре, Эймосом Уильямсом на басу. Монтейт и Уильямс также пригласили вокалиста своей предыдущей группы, 209, Абисола Обасанью. В таком составе Tesseract начали давать концерты и работать над материалом для дебютного альбома, и в 2007 году была выпущена 3-трековая демозапись, материал с которой в дальнейшем попал на One.

### OneиPerspective(2009—2012)
В 2009 году Обасанью покинул Tesseract, новым вокалистом стал Дэниел Томпкинс. Экл познакомился с Томпкинсом во время работы над альбомом тогдашней группы Дэниела, First Signs of Frost. Tesseract переработали материал с Томпкинсом и 11 октября 2010 года выпустили дебютный EP Concealing Fate, а 22 марта 2011 года — дебютный альбом One. В поддержку One группа отыграла тур по Великобритании с группами Chimp Spanner и Uneven Structure в качестве разогрева, а также выступила на фестивале Sonisphere. В мае 2010 группа впервые выступила в России, в Санкт-Петербурге, в клубе Jagger при поддержке Grenouer.
20 августа 2011 года группа отыграла концерт в Милтон-Кинсе с новым вокалистом, после чего начались слухи об уходе Дэниела Томпкинса. 23 августа 2011 года Эллиот Коулман был официально представлен в качестве нового фронтмена коллектива. Томпкинс продолжил карьеру в прогрессив-метал группе Skyharbor, поп-рок группе In Colour и в своем экспериментальном проекте White Moth Black Butterfly. В сентябре 2011 года группа выпускает инструментальную версию альбома One, а в октябре оригинальная и инструментальная версии альбома были выпущены на двойном LP.
В начале 2012 года Tesseract, вдохновленные своим акустическим выступлением на радио в Бруклине, сыгранным годом ранее, приступают к работе над акустической записью — 25 мая 2012 года выходит EP под названием Perspective.

### Altered State(2012—2014)
12 июня 2012 года было объявлено об уходе Эллиота Коулмана, который впоследствии образовал прогрессив-метал группу Good Tiger. 7 октября Tesseract объявили о том, что новый вокалист найден и новый сингл «Nocturne» выйдет 12 октября. Помимо этого был анонсирован ряд концертов, включая выступление на немецком фестивале Euroblast. Позже выяснилось, что новым вокалистом стал Эш О’Хара из британской прогрессив-метал группы Voices from the Fuselage. На своём веб-сайте Tesseract также объявили о смене вокалиста.
28 февраля 2013 года группа объявила дату выхода и треклист своего второго студийного альбома, Altered State («Измененное состояние»). Альбом представляет собой 51-минутное цельное произведение, разделенное на 4 большие секции (Of Matter — «Материи», Of Mind — «Разума», Of Reality — «Реальности», Of Energy — «Энергии»), каждая из которых содержит несколько треков. 30 апреля 2013 года песня «Singularity» дебютировала на рок-шоу BBC Radio 1, а позже была выложена на SoundCloud-страничке группы.
Во время интервью для Metal Injection Уильямс объявил о предстоявшем туре группы по США летом 2013 года и по Европе — в конце 2013 года.
12 мая 2013 года Altered State был полностью выложен на официальном YouTube-канале лейбла группы, Century Media, а 27 мая — вышел на всех стриминговых сервисах.
12-13 сентября 2013 группа вновь выступила в России, отыграв в качестве хэдлайнера на фестивале Eccentric Fest 2013 в московском клубе Volta и питерском клубе Арктика вместе с группами Monuments, Skyharbor и Adaen.

### Odyssey/Scala,PolarisиErrai(2014—2016)
27 июня 2014 года группа объявила об уходе вокалиста Эша О’Хара и возвращении Дэниэла Томпкинса, вскоре покинувшего Skyharbor. 18 мая 2015 года был выпущен Odyssey/Scala — первый концертный альбом и DVD Tesseract.
16 ноября 2014 года Tesseract дали концерт в московском клубе Volta при поддержке британской хэви-метал группы Xerath.
Вскоре после возвращения Томпкинса началась работа над третьим студийным альбомом. Группа часто выкладывала на своих официальных страничках в социальных сетях обновления касаемо работы над пластинкой, а 15 июля 2015 года был выпущен видео-тизер нового альбома под названием Polaris, где была показана обложка альбома и объявлена дата релиза — 18 сентября 2015 года. 15 сентября 2015 года состоялась премьера альбома на YouTube-канале нового лейбла Tesseract, Kscope. В ноябре 2015 года был отыгран тур в поддержку Polaris с такими группами как The Contortionist, Erra и Skyharbor.
В июне 2016 года Tesseract вновь дали концерты в России в клубах Volta в Москве и Зал ожидания в Санкт-Петербурге.
16 сентября 2016 года был выпущен EP Errai, содержащий 4 трека из Polaris в акустической аранжировке.

### SonderиPORTALS(2017—2021)
Работа над альбомом Sonder шла в течение 2017 года. 23 июня 2017 года состоялся релиз промо-сингла «Smile». Участники группы, включая Экла и Уильямса, утверждали, что данный сингл не является финальным вариантом трека, и к выходу альбома он будет доработан.
Четвёртый студийный альбом Tesseract, Sonder, был анонсирован 8 февраля 2018 года вместе с выходом сингла «Luminary» и анонсом североамериканского тура в поддержку альбома. Сингл «King» был выпущен 16 марта 2018 года. Sonder вышел 20 апреля 2018 года на лейбле Kscope. В рамках мирового турне в поддержку Sonder Tesseract дали концерты в Москве и Санкт-Петербурге в мае 2019 года.
В 2019 году Томпкинс начал сольную карьеру, выпустив свой первый альбом, Castles, в жанре дарк-поп/электроник-рок. В 2020 году вышел второй сольный альбом Томпкинса, Ruins, являющийся прогрессив-метал переработкой Castles с одной новой песней «The Gift» при участии Мэтта Хифи из Trivium.
В 2020 году Tesseract отсняли и провели платный онлайн-стрим концерта PORTALS, который был описан группой как «кинематографичный концертный опыт». Из-за ковидных ограничений барабанщика Джея Постоунса, находившегося в тот момент в Техасе, на PORTALS заменил Майк Малиан из Monuments. 27 августа 2021 года аудиоверсия PORTALS была выпущена в качестве второго концертного альбома группы.

### RegrowthEP иWar of Being(с 2022)
В 2022 году группа выпустила двухтрековый EP Regrowth в поддержку народа Украины.
Пятый студийный альбом Tesseract, War of Being, вышел 15 сентября 2023 года. 12 июля был выпущен заглавный трек альбома в качестве сингла с клипом, а также анонсирован мировой тур в поддержку War of Being, который пройдет с октября 2023 по май 2024 года. 16 августа группа выпустила второй сингл, "The Grey". 13 сентября, за два дня до выхода альбома, был выпущен третий сингл, "Legion", вместе с клипом на него.

## Награды и номинации
| Год  | Номинируемая работа | Категория                                     | Результат |
| ---- | ------------------- | --------------------------------------------- | --------- |
| 2011 | One                 | Golden Gods Award for Best New Band           | Номинация |
| 2012 | One                 | Progressive Music Award for New Blood         | Победа    |
| 2013 | Altered State       | Progressive Music Award for Album of the Year | Номинация |

## Состав группы
| Текущий - Алек «Экл» Кони (Alec «Acle» Kahney) — гитара (с 2003) - Джей Постоунс (Jay Postones) — ударные (с 2005) - Джеймс «Метал» Монтейт (James «Metal» Monteith) — гитара (с 2006) - Эймос Уильямс (Amos Williams) — бас-гитара, бэк-вокал (с 2006) - Дэниел Томпкинс (Daniel Tompkins) — вокал (2009—2011, с 2014) Сессионные музыканты - Майк Малиан (Mike Malyan) — ударные (2020) | Бывшие участники - Фил Вермюрен (Phil Vermehren) — вокал, бас-гитара (2005) - Джон Хациоану (John Hatzioannou) — вокал (2003—2004) - Ли Фишер (Lee Fisher) — ударные (2004—2005) - Лайза Пэриш (Lisa Parish) — саксофон (2004—2005) - Жюльен Перье (Julien Perier) — вокал (2004—2006) - Абисола Обасанью (Abisola Obasanya) — вокал (2006—2009) - Эллиот Коулман (Elliot Coleman) — вокал (2011—2012) - Эш О’Хара (Ashe O’Hara) — вокал (2013—2014) |

### Галерея

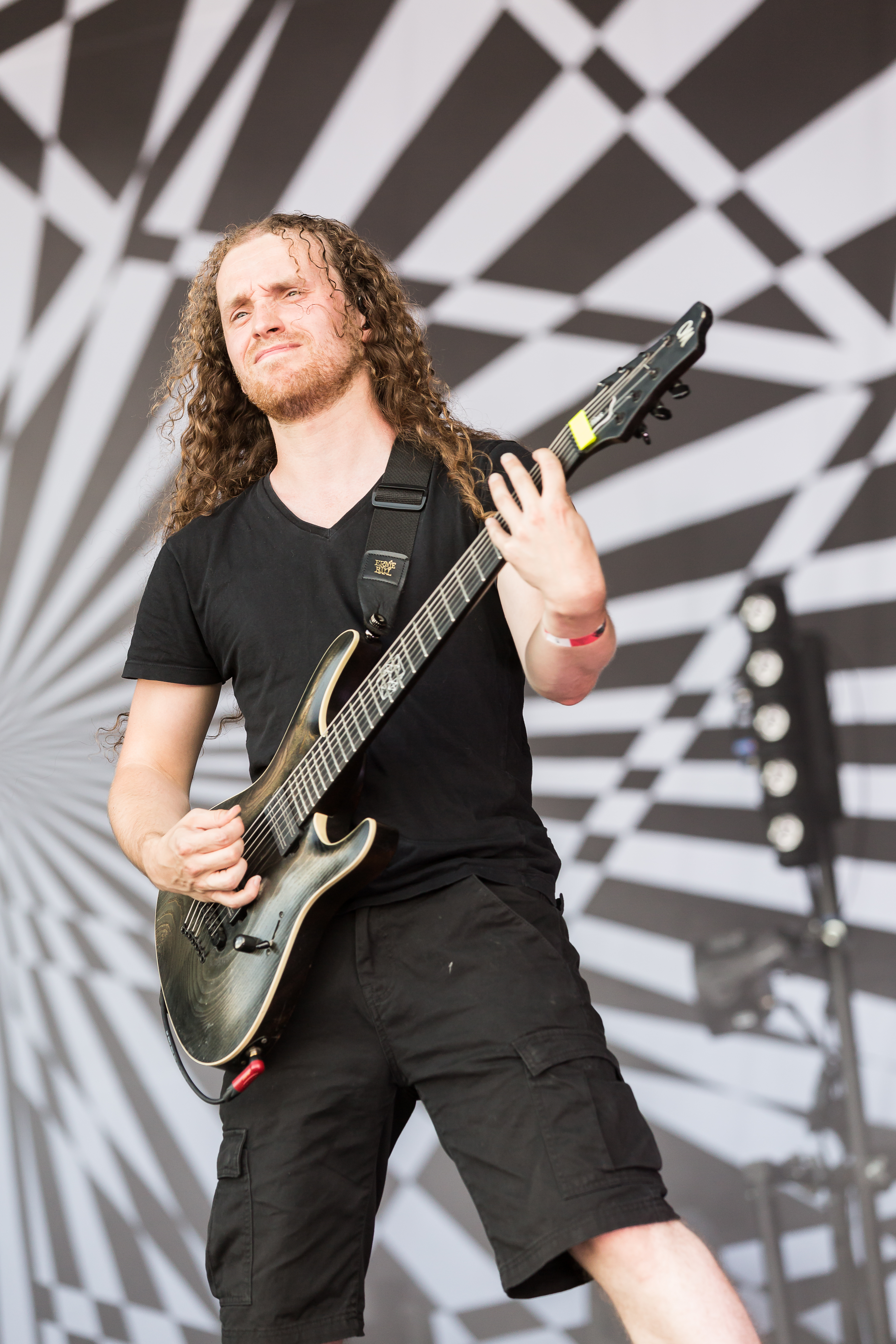
Экл Кони
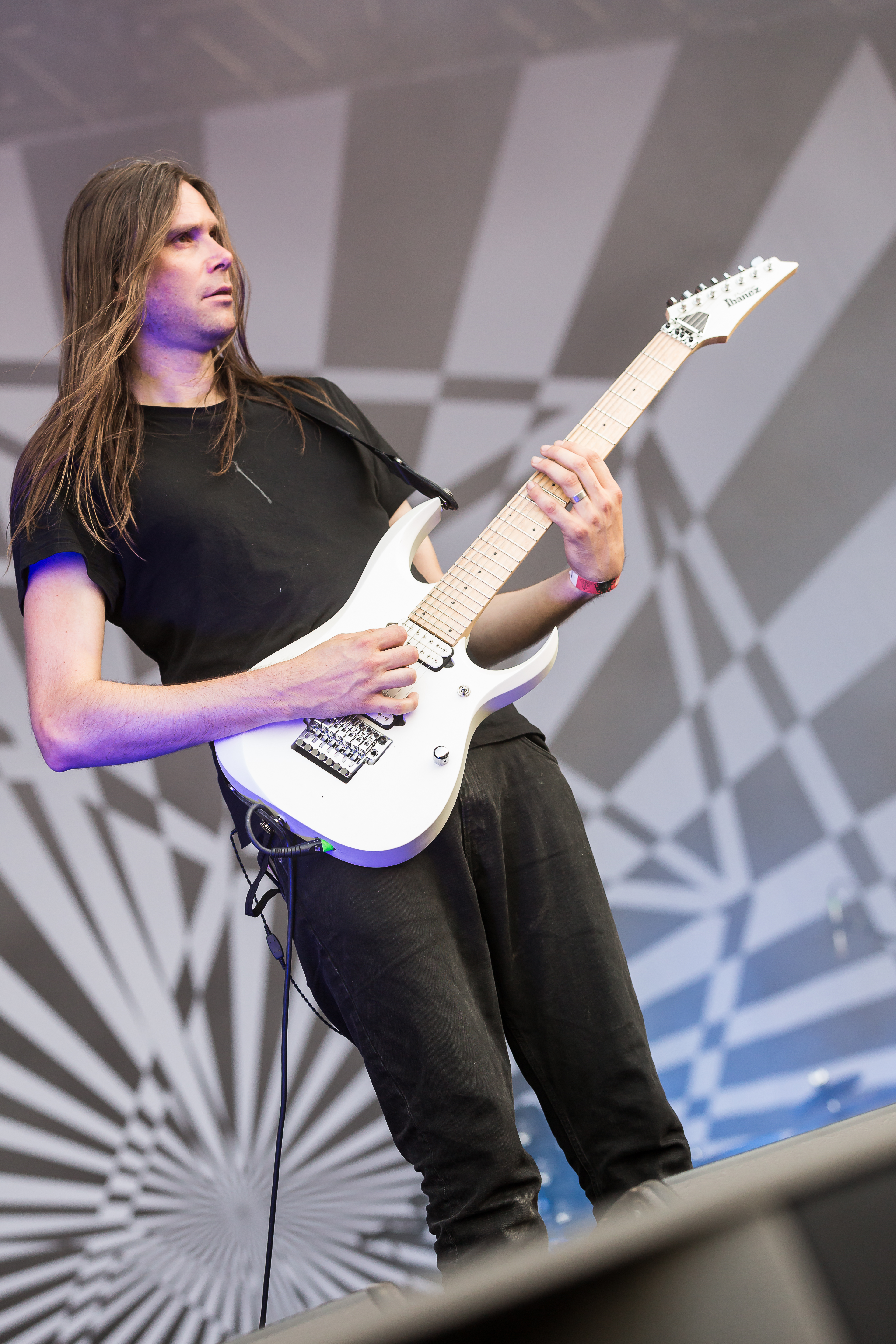
Джеймс Монтейт
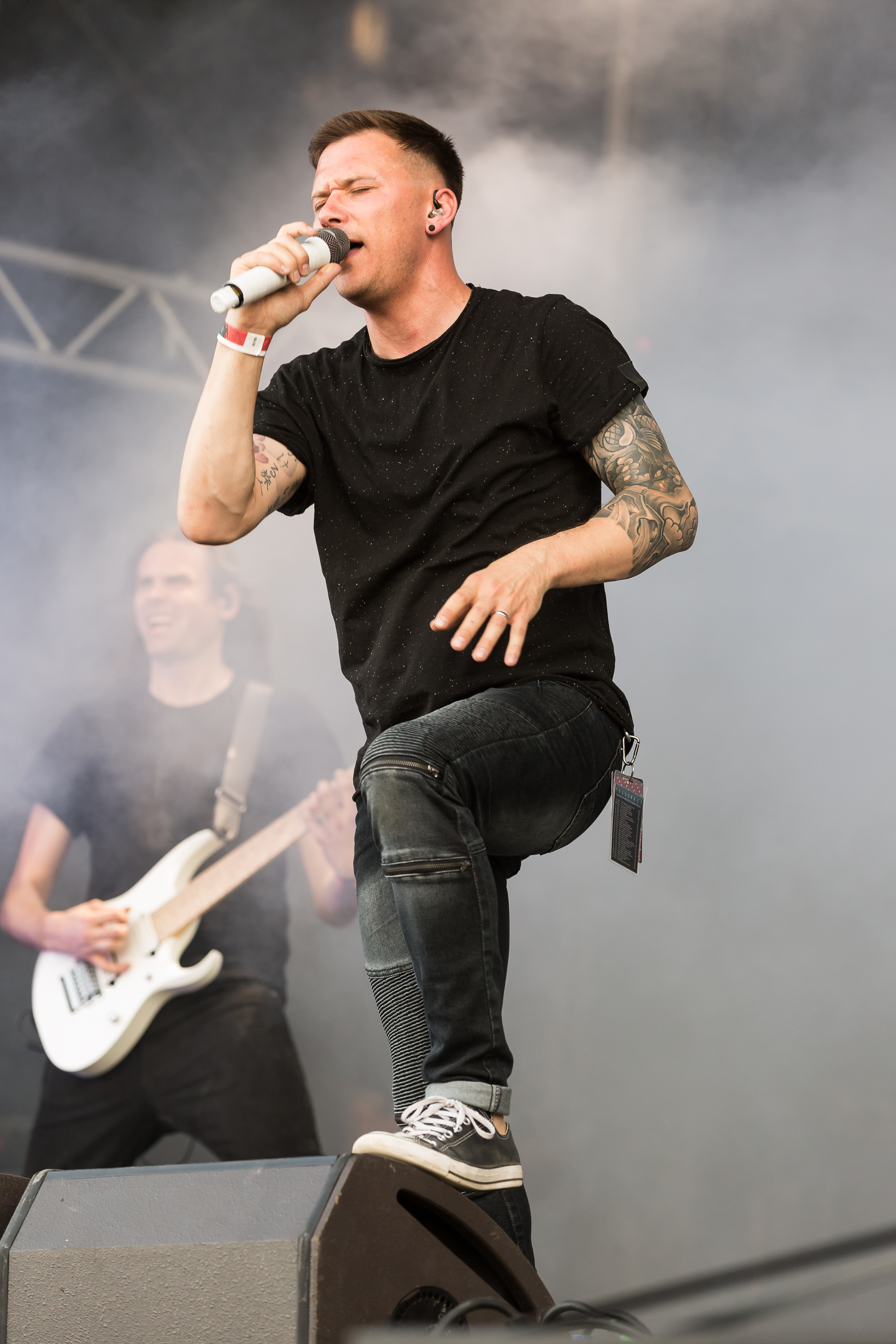
Дэниел Томпкинс
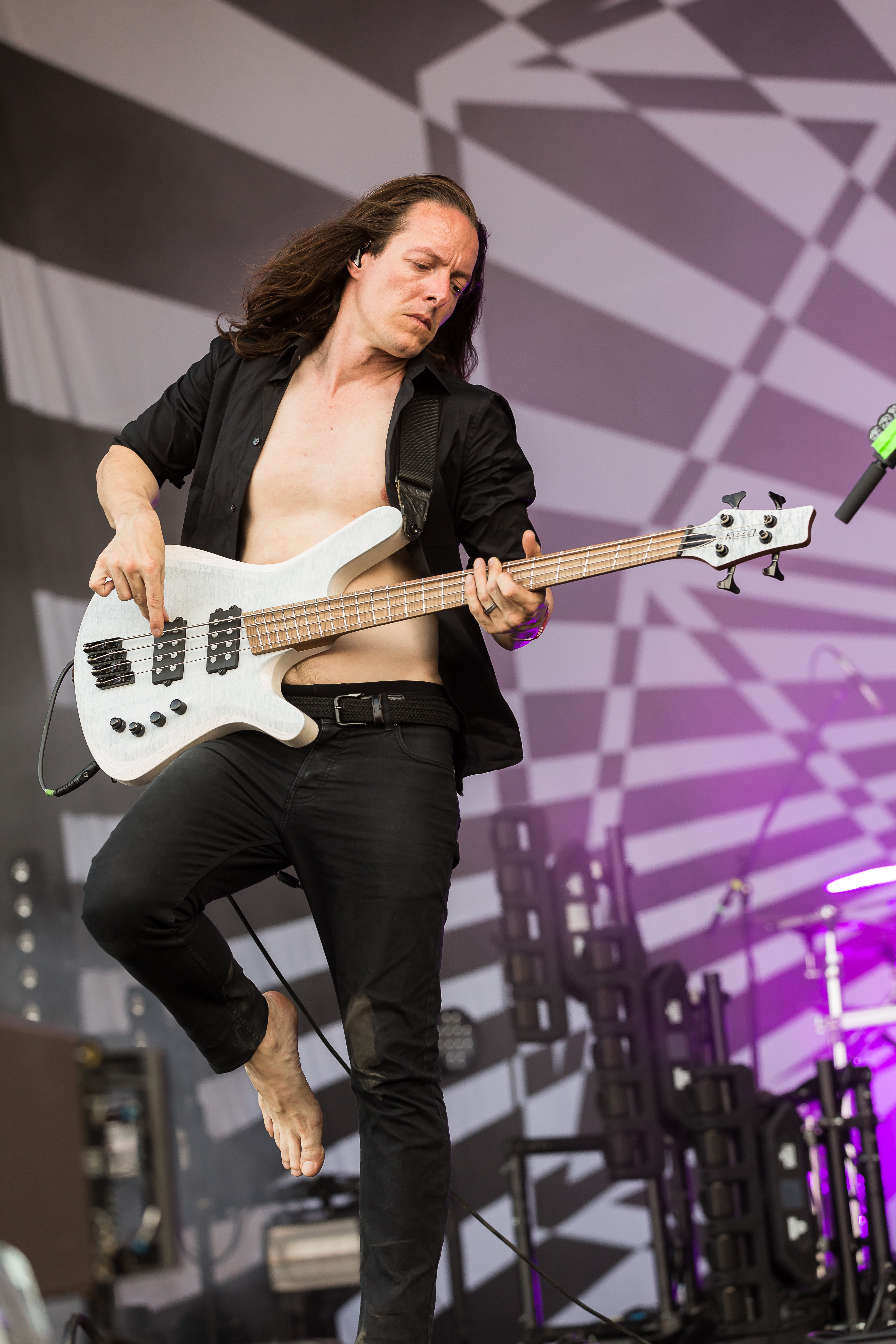
Эймос Уильямс
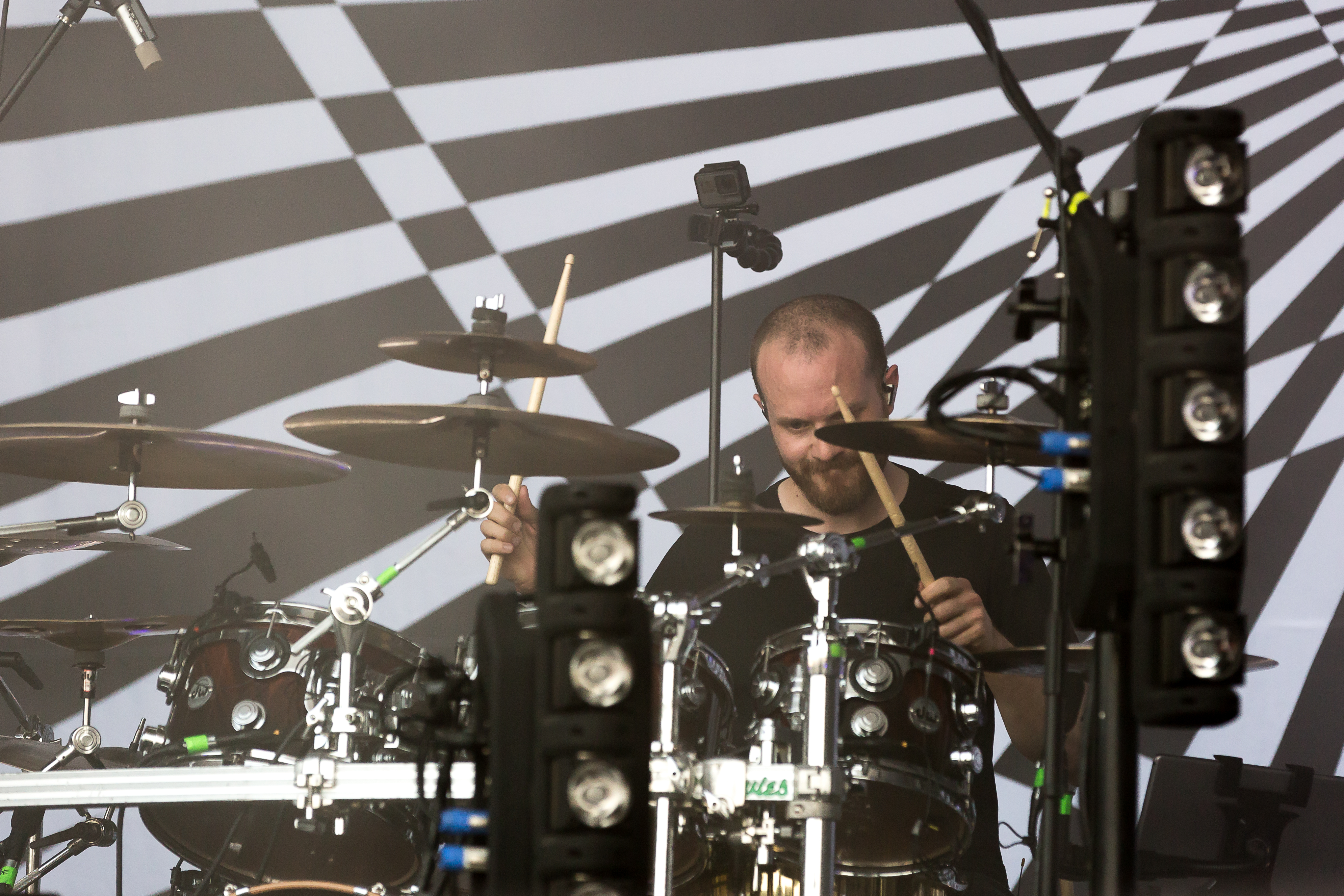
Джей Постоунс

## Дискография
Студийные альбомы
| Название      | Описание                                                 | Позиция в чартах | Позиция в чартах | Позиция в чартах | Позиция в чартах | Позиция в чартах | Позиция в чартах |
| Название      | Описание                                                 | UK               | AUS              | AUT              | GER              | SWI              | US               |
| ------------- | -------------------------------------------------------- | ---------------- | ---------------- | ---------------- | ---------------- | ---------------- | ---------------- |
| One           | - Дата выхода: 22 марта 2011 года - Лейбл: Century Media | —                | —                | —                | —                | —                | —                |
| Altered State | - Дата выхода: 27 мая 2013 года - Лейбл: Century Media   | —                | —                | —                | —                | —                | 94               |
| Polaris       | - Дата выхода: 18 сентября 2015 года - Лейбл: Kscope     | 65               | —                | —                | —                | —                | 120              |
| Sonder        | - Дата выхода: 20 апреля 2018 года - Лейбл: Kscope       | 62               | 47               | 31               | 48               | 51               | 192              |
| War of Being  | - Дата выхода: 15 сентября 2023 года - Лейбл: Kscope     | —                | —                | —                | 68               | —                | —                |

Мини-альбомы
- Concealing Fate (2010)
- Perspective (2012)
- Errai (2016)
- Regrowth (2022)

Концертные альбомы
- Odyssey/Scala (2015)
- Portals (2021)

Демо-записи
- TesseracT (2007)

Синглы
- «Nascent» (2011)
- «Nocturne» (радио-версия) (2012)
- «Singularity» (радио-версия) (2013)
- «Messenger» (2015)
- «Survival» (2015)
- «Survival (Errai)» (2016)
- «Smile» (2017)
- «Luminary» (2018)
- «King» (2018)
- «Nocturne (P O R T A L S)» (2021)
- «Tourniquet (P O R T A L S)» (2021)
- «War Of Being» (2023)
- «The Grey» (2023)
- «Legion» (2023)